# Драгослав
Драгослав је јужнословенско мушко име, изведено од придева драг и именице слава, оба врло честа у словенским дитематским именима.
Познати људи са именом укључују:
- Драгослав Аврамовић, југословенски/српски економиста и политичар
- Драгослав Бокан, српски филмски редитељ и писац
- Драгослав Јеврић, српски фудбалер
- Драгослав Митриновић, српски математичар
- Драгослав Срејовић, српски археолог
- Драгослав Степановић, српски фудбалер
- Драгослав Шекуларац, српски фудбалер
- Јован Драгослав (фл. 1300–15), српски племић